# Hedez
Hedez var ett svenskt dansband från Hede. Gruppen släppte aldrig något album, men hade sju melodier på Svensktoppen 1998–2002.
Hedez hette först Kent-Hedez, men bytte namn efter att Kent lämnat bandet. Gruppen skivdebuterade 1994 med singeln "Omkring tiggarn från Luossa". Den 7 juni 1997 direktsände Sveriges Radio P4:s I afton dans en konsert med Hedez från Gunnarn. År 1998 släpptes singeln "Vi har ett liv tillsammans", som blev gruppens första Svensktoppsnotering med en niondeplats. Den 8 augusti 1998 sände I afton dans ytterligare en direktsänd konsert med Hedez, denna gången från Älvros. År 1999 släpptes singeln "Hela himlen öppnade sig" som nådde Svensktoppens femte plats. I afton dans direktsände den 11 september 1999 en konsert med Hedez från Överkalix.
År 2000 låg "Om du stannar en stund" på Svensktoppens fjärde plats. Denna följdes av en rad svensktoppsnoterade melodier: "Ängel i natt" (2001), "Mina minnens stad" (2001), "Släpper inte taget" (2001) och "Dina ögon" (2002). "Släpper inte taget" röstades av radioprogrammet I afton dans lyssnare fram som 2001 års bästa dansbandslåt.
År 2002 ersatte Sara Eriksson Berit Andersson som bandets sångare. Dansbandkrönikören Michael Nystås kallade detta för "ett lyft".

## Diskografi
Singlar
| År   | Namn                          | Svensktoppsplacering |
| ---- | ----------------------------- | -------------------- |
| 1994 | "Omkring tiggarn från Luossa" | -                    |
| 1996 | "För din kärleks skull"       | -                    |
| 1996 | "Jag har inte tid"            | -                    |
| 1998 | "Vi har ett liv tillsammans"  | 9                    |
| 1999 | "Hela himlen öppnade sig"     | 5                    |
| 2000 | "Om du stannar en stund"      | 4                    |
| 2000 | "Ängel i natt"                | 5                    |
| 2001 | "Mina minnens stad"           | 7                    |
| 2001 | "Släpper inte taget"          | 5                    |
| 2002 | "Dina ögon"                   | 4                    |

## Medlemmar
- Sara Eriksson – sång
- Håkan
- Janne
- Håkan

Tidigare medlemmar
- Berit Henriksson – sång
- Micke
- Kent